# Arlington (Georgia)
Arlington es un pueblo ubicado en el condado de Calhoun y una parte en el condado de Early en el estado estadounidense de Georgia. En el censo de 2000, su población era de 1.602.

## Demografía
En el 2000 la renta per cápita promedia del hogar era de $22,311, y el ingreso promedio para una familia era de $25,188. El ingreso per cápita para la localidad era de $11,985. Los hombres tenían un ingreso per cápita de $22,096 contra $15,231 para las mujeres.

## Geografía
Arlington se encuentra ubicado en las coordenadas 31°26′22″N 84°43′29″O / 31.43944, -84.72472 (31.439461, -84.724835).
Según la Oficina del Censo, la localidad tiene un área total de 10,3 km² (4 mi²), de la cual 10,3 km² (4 mi²) es tierra y 0 km² (0 mi²) (0.0%) es agua.